# Rogoušići
Rogoušići är en ort i Bosnien och Hercegovina.   Den ligger i entiteten Republika Srpska, i den centrala delen av landet, 16 km öster om huvudstaden Sarajevo. Rogoušići ligger 933 meter över havet och antalet invånare är 488.
Terrängen runt Rogoušići är kuperad. Runt Rogoušići är det ganska tätbefolkat, med 67 invånare per kvadratkilometer.. Närmaste större samhälle är Sarajevo, 16,1 km väster om Rogoušići. 
Omgivningarna runt Rogoušići är en mosaik av jordbruksmark och naturlig växtlighet.